# Klas Sondén
Klas Gustaf Anders Sondén, född 5 augusti 1859 i Kvillinge, Östergötlands län, död 4 november 1940 i Stocksund, var en svensk ingenjör och hygieniker. 
Sondén genomgick Kungliga Tekniska högskolans fackskola för kemisk teknologi 1876–1879, studerade därefter vid Remigius Fresenius laboratorium i Wiesbaden och innehade 1879–1882 olika kemistbefattningar i Tyskland. År 1883 blev han lärare i kemi och matematik vid Tekniska skolan i Eskilstuna samt 1885 ingenjör hos Stockholms stads hälsovårdsnämnd och föreståndare för dess kemiska laboratorium. Vid sidan av denna verksamhet fortsatte han sin lärarbana, blev 1894 docent i teknisk hygien vid Kungliga Tekniska högskolan, extra lärare där i samma ämne 1898 och även i tillämpad värmelära 1904.
Sondéns förnämsta arbeten ligger inom ämnesområdena vattenrening, uppvärmning, ventilation och gasanalyser, inom vilka gebit han utförde och publicerade en mängd tekniska och vetenskapliga undersökningar av högt värde. Så innehåller "Bihang till Stockholms stads Hälsovårdsnämnds årsberättelser" avhandlingar om Stockholms avloppsvatten (1888), fukten i tegelbyggnader (1892), murars uttorkning (1897), olägenheterna genom rök från ångpanneeldstäder (1899), värmeugnar (1900) och kemiska och hydrografiska undersökningar om vattnet i sjöar och vattendrag inom Stockholm och i dess omgivning (1912).
Ofta anlitad i offentliga uppdrag, som berört hans fack, lämnade Sondén väsentliga bidrag till det kommittéarbete, som låg till grund för den nya giftstadgan av 1906, samt det kommittéförslag, som 1914 framlades rörande åtgärder mot industriell förorening av luft och vatten. Han var ledamot av livsmedelslagstiftningskommittén 1916–1922.
Hans anteckningar rörande svenska vattendrag belönades av Vetenskapsakademien med Arnbergska priset 1915. Hans i samarbete med professor Robert Tigerstedt utförda Untersuchungen über die Respiration und den Gesammtstoffwechsel des Menschen (1905), varvid kom till användning en av Sondén konstruerad ny respirationsapparat byggd på användningen av Otto Petterssons precisionsmetod för kolsyreanalyser, belönades av Svenska Läkaresällskapet med Regnellska priset (1895).
För sina hygieniska arbetens förtjänster från medicinsk synpunkt utnämndes han av Uppsala universitet 1907 till medicine hedersdoktor. Han invaldes i Vetenskapsakademien 1911, blev ledamot av Kungliga Ingenjörsvetenskapsakademien 1919 och hedersledamot av sistnämnda akademi 1924 samt kallades till ledamot av Medicinalstyrelsens vetenskapliga råd 1914. År 1921 fick han professors namn. 
Ett annat område, inom vilket han var en av banbrytarna i Sverige, är varukännedomen. Han tog initiativet till och ledde upprättandet (1897) av Svenskt Industri- och Handelsmuseum i Industripalatset på Karlavägen i Stockholm, vars för våra förhållanden rikhaltiga samlingar av varuprov sedermera införlivades med Handelshögskolan i Stockholm, samt utgav en mycket använd lärobok i varukännedom (tredje upplagan 1916). Han redigerade 1887–1892 tidskriften "Kemiska notiser" och 1893–1897 "Teknisk tidskrifts" avdelning för kemi och metallurgi.
Klas Sondén var son till Anders Fredrik Sondén, bror till Mårten och Per Sondén samt far till Torsten och Ragnar Sondén. Han är begraven på Danderyds kyrkogård.